# 安積純子
安積 純子（あさか じゅんこ、1956年2月 - ）日本のカウンセラー。グループLINK代表。シューレ大学アドバイザー。立教大学コミュニティ福祉学部兼任講師。活動時は安積遊歩（あさかゆうほ）を名乗っている。

## 来歴
福島県出身。生後間もなく骨形成不全症と診断される。その後脳性まひの人たちと出会ったことがきっかけで障害者の自立生活のための運動に携わることになる。
27歳の時アメリカへ留学。障害者支援について学びそこでピアカウンセリングを知る。
帰国後は、カウンセラーとしての活動の傍ら、障害をもつ人の自立をサポートする「CILくにたち援助為センター」やフィリピンの子どもたちへの支援を行う「グループLINK」などの代表を務めている。

## 著書

### 単著
- 『癒しのセクシー・トリップ―わたしは車イスの私が好き!』（太郎次郎社、1993年）
- 『車イスからの宣戦布告―私がしあわせであるために私は政治的になる』（太郎次郎社、1999年）
- 『共生する身体－セクシュアリティを肯定すること』（栗原彬ほか編『身体－よみがえる』、東京大学出版会、2000年）
- 『いのちに贈る超自立論――すべてのからだは百点満点』（太郎次郎社エディタス、2009年）

### 共著
- 安積純子・岡原正幸・尾中文哉・立岩真也『生の技法―家と施設を出て暮らす障害者の社会学』（藤原書店、1990年／増補改訂版、1995年）
- 安積遊歩・野上温子『ピア・カウンセリングという名の戦略』（青英舎、1999年）
- 安積遊歩・辛淑玉『女に選ばれる男たち―男社会を変える』（太郎次郎社、2001年）
- 安積純子・岡原正幸・尾中文哉・立岩真也『生の技法―家と施設を出て暮らす障害者の社会学』（生活書院、2012年）
- 安積遊歩・安積宇宙『多様性のレッスン――車いすに乗るピアカウンセラー母娘が答える47のQ&A』（ミツイパブリッシング、2019年）

### 編著
- 安積純子編集責任 『自立生活プログラムマニュアル』（ヒューマンケア協会、1993年）